# Iain Colquhoun
Iain Colquhoun (20 juin 1887 – 12 novembre 1948), est un propriétaire terrien écossais et un soldat de l'armée britannique pendant la Première Guerre mondiale. 

## Carrière
Pendant la Première Guerre mondiale, il sert dans les Scots Guards. En 1914, les troupes adverses sur le front occidental ont officieusement observé une trêve de Noël. L'année suivante, cependant, lorsque le capitaine Colquhoun, âgé de 28 ans, accepte la demande d'un officier allemand d'une courte trêve le jour de Noël, d'une durée d'environ une heure, il est traduit devant une cour martiale . Il est défendu par Raymond Asquith, fils du Premier ministre Herbert Henry Asquith (le Premier ministre est l'oncle de l'épouse de Colquhoun). Le 17 janvier 1916, il est reconnu coupable après un procès de cinq heures, mais reçoit la peine la plus légère possible, une réprimande. La sentence est remise peu de temps après par le général Sir Douglas Haig, en tant que commandant en chef du corps expéditionnaire britannique, compte tenu de la conduite distinguée de Colquhoun sur le terrain . 
En 1918, il est commandant du 2 / 4th Battalion, Leicestershire Regiment dans la 59th (2nd North Midland) Division. Lorsque l'offensive allemande de printemps est lancée le 21 mars 1918, les défenses avancées de la division sont rapidement dépassées. Les 2 / 4th Leicesters venaient juste de sortir de la ligne après 24 heures de service continu dans les tranchées, mais sont renvoyés directement pour aider à la défense. Le bataillon ne pouvait pas avancer plus loin que l'arrière de la zone de combat, où la «ligne» n'était rien de plus qu'une tranchée encore à creuser, délimitée par le gazon enlevé et sans fil de fer barbelé. Les hommes se sont étendus le long de la ligne même s'ils étaient complètement exposés à l'air libre. Sous la direction inspirante du lieutenant-colonel Colquhoun et du sergent-major régimentaire «African Joe» Withers, le bataillon résiste aux Allemands pour le reste de la journée, avec de modestes pertes ,. 
Colquhoun est blessé pendant la guerre et reçoit l'Ordre du Service distingué (1916) et la barre (1918) et une mention dans les dépêches. Après la guerre, il est colonel honoraire du 9e bataillon Argyll and Sutherland Highlanders et du corps de formation des officiers de l'Université de Glasgow, et président de la Dunbartonshire Territorial Association . 
Il est Lord Lieutenant du Dunbartonshire de 1919 jusqu'à sa mort, Lord High Commissioner à l'Assemblée générale de l'Église d'Écosse en 1932, 1940 et 1941 et recteur de l'Université de Glasgow de 1934 à 1937. Il est créé Chevalier du Chardon en 1937. Il est élu membre de la Royal Society of Edinburgh en 1938 et démissionne en 1942 . 

## Famille
Colquhoun est le fils et l'héritier d'Alan John Colquhuon, 6e baronnet, et de sa première épouse, Justine Henrietta Kennedy . Il succède à son père comme 7e baronnet en 1910, comme Sir Iain Colquhoun de Luss et chef du clan Colquhoun. Sir Iain épouse Geraldine Bryde (Dinah) Tennant (une petite-fille de Sir Charles Tennant, 1er baronnet) le 10 février 1915, et ils ont deux fils (l'aîné succède à son père en tant que 9e baronnet) et trois filles. Une de leurs filles, Fiona, lauréate du Trophée Segrave, épouse le 8e comte d'Arran  (1910–1983), un pair irlandais; le 9e comte actuel est leur fils.